# Utskrivning
Utskrivning är uttagning för krigsmaktens behov av manskap, hästar, fordon, förnödenheter med mera.

## Sverige
Utskrivning av manskap förekom i Sverige före det ständiga knekthållets och indelningsverkets införande, då kungen fann det nödvändigt.
Utskrivningarna hölls vart tredje eller fjärde år och åldersgränsen var 15 år. Prästen i församlingen upprättade roteringslängderna och kungjorde den förestående utskrivningen från predikstolen. Vid utskrivning togs en av tio ut till krigstjänst, för adelns bönder var vissa perioder motsvarande siffra en av tjugo.